# Théâtre de l'Odéon (Marsella)
|  | Aquest article tracta sobre el teatre marsellès. Si cerqueu el teatre parisenc, vegeu «Théâtre de l'Odéon». |

El Théâtre de l'Odéon de Marsella és un espai teatral ubicat en el número 162 del carrer de La Canebière de Marsella. Fou erigit el 1928 sobre les velles cavallerisses que servien per als transports de la ciutat. En principi, era una sala amb capacitat per 1.500 espectadors i amb una doble vocació: teatre i cinema. Vers els anys 50 del segle passat, les seves activitats són diversificades i obertes a les modes imperants: revistes, operetes, music-hall i després cinema. Avui, el seu ús és exclusivament teatral.